# غزو جزر الكناري
غزا تاج قشتالة جزر الكناري بين عامي 1402 و1496. ويمكن تقسيم فترة الغزو إلى فترتين: الغزو العظيم الذي شنه النبلاء القشتاليون في مقابل التعهد بالولاء للتاج، والغزو الملكي الذي نفذه التاج الإسباني نفسه في عهد الملكان الكاثوليكيان.

## مقدمة
انقطعت العلاقات بين جزر الكناري ودول البحر الأبيض المتوسط التي كانت قائمة منذ العصور القديمة بسبب انهيار الإمبراطورية الرومانية الغربية وسقوطها. لم تنقطع هذه الروابط بشكل تام على الرغم من ضعفها، ولم تنعزل جزر الكناري بشكل كامل. جاء أول ذكر لجزر الكناري من مصادر العربية خلال العصور الوسطى، والتي أشارت إلى بعض جزر الأطلسي التي ربما كانت جزر الكناري. من الواضح أن معرفة هذه الجزر لا يعني انتهاء عزلة السكان الأصليين الثقافية.
بدأت زيارات الأرخبيل بالتزايد بعد نهاية القرن الثالث عشر لعدة أسباب، منها:
- التوسع الاقتصادي لبعض الدول الأوروبية، مثل جمهورية جنوة ومملكة أرغون ومملكة قشتالة ومملكة البرتغال. كانت هذه الدول منخرطة بالفعل في التجارة البحرية على طول الساحل المغربي.
- تطوير تقنيات ملاحة جديدة (كالبوصلة، والإسطرلاب، والدفة، والكوج والكارافيل) وتطوير رسم الخرائط: خريطة بورتولان التي طورها أنجيلينو دولكيرت الميورقي في عام 1339، وهي أول خريطة تظهر بعض جزر الكناري. ربما تزامن هذا التاريخ مع إعادة اكتشاف البحار الجنوى لانزاروتو مالوسيلو للجزر فعليًا. انطلقت أول رحلة استكشافية لزيارة جميع جزر الأرخبيل بعد ذلك بعامين -تحديدًا في عام 1341- تحت قيادة زميل مالوسيلو البحار والمستكشف الجنوى نيكولوسو دا ريكو، باسم الملك البرتغالي أفونسو الرابع وكخدمة له.
- دوافع أيديولوجية وسياسية: دخلت ممالك جنوب أوروبا مرحلةً توسعيةً. كان التوسع الإقليمي في حالة الملكيات الأيبيرية مدفوعًا بسقوط الأندلس («الاستعادة») في جنوب إسبانيا المغربي (الأندلس). مثّل التوسع الإقليمي تعزيزًا للسلطة الملكية نتيجةً لما سبق، وكان مشبعًا بالروح الصليبية والتشبيرية.[1]